# Aimeric Joseph de Durfort-Civrac
Aimeric-Joseph-Jacques de Durfort-Civrac, markiz de Durfort, książę de Civrac (ur. 19 marca 1716, zm. 8 kwietnia 1787 w Wersalu) – francuski arystokrata i dyplomata.
Od 3 lutego 1767 do maja 1770 był ambasadorem Francji w Wiedniu. Jego córką była Angélique Victoire de Durfort-Civrac urodzona w Wersalu 2 grudnia 1752 roku.